# 6713 Coggie
6713 Coggie eller 1990 KM är en asteroid i huvudbältet som upptäcktes 21 maj 1990 av den amerikanske astronomen Eleanor F. Helin vid Palomar-observatoriet. Den är uppkallad efter Karin "Coggie" Peterson Messina.
Asteroiden har en diameter på ungefär 4 kilometer.